# Miles Heizer
MIles Heizer (* 16. května 1994 Greenville, Kentucky, USA) je americký herec. Nejvíce se proslavil rolí Alexe Standalla v seriálu 13 Reasons Why. Dále působil ve vedlejších rolích ve filmech Nerve, Já Simon a Memoria.

## Herecká kariéra
Heizerova první role byla v epizode „Nothing to lose“ v Kriminálce Miami. Poté hrál hlavní roli v krátkém filmu Paramedic v roli mladého Jamese.
V roce 2007 hrál roli Daveyho Dannera ve filmu Rails and Ties, za kterou byl nominován na jedno z ocenění pro mladé herce, nicméně ocenění nezískal.
Od roku 2017 hraje roli Alexe Standalla v seriálu 13 Reasons Why americké online televize Netflix.